# عملية الأرض المحروقة
عملية الأرض المحروقة هو الاسم الرمزي لهجوم الجيش اليمني في محافظة صعدة شمال غرب اليمن الذي بدأ في أغسطس 2009 بمناسبة الموجة الخامسة من عنف في المتمردين الحوثيون ضد الحكومة. في نوفمبر 2009 امتدَّ القتال عبر الحدود السعودية اليمنية المجاورة مما أدَّى إلى توغُّل الجيش السعودي في اليمن نفسها وهي أول عملية عسكرية للسعودية منذ عام 1991.

## الخلفية
بدأت المناوشات والاشتباكات بين الجانبين خلال عام 2009 في يونيو. تم اختطاف تسعة أجانب في يونيو عندما كانوا يتنزهون في محافظة صعدة. اكتشفت جثث ثلاثة منهم وهم معلم كوري جنوبي وممرضتين ألمانيتين. لا يزال خمسة ألمان من بينهم ثلاثة أطفال وبريطاني في عداد المفقودين ووضعهم غير معروف. لم يتضح بعد من يقف وراء عملية الاختطاف. قال التصريحات الرسمية الأولية أن الخاطفين هم المتمردون الحوثيون. ومع ذلك ذكرت وكالة الأنباء اليمنية سبأ في وقت لاحق أن عصابات المخدرات قامت باختطاف المجموعة وقتل ثلاثة. وبالإضافة إلى ذلك اتهم المتحدث باسم المتمردين القبائل الإقليمية بالوقوف وراء عمليات الخطف والقتل.
انتقدت لجنة حكومية المقاتلين لعدم الالتزام باتفاق لانهاء الأعمال العدائية التي أعلنها الرئيس اليمني في يوليو 2008. خلال شهري يوليو وأوائل أغسطس 2009 قال مسؤولون محليون ان المقاتلين سيطروا على أغلب مناطق محافظة صعدة من القوات الحكومية. استولوا على موقع للجيش بالقرب من العاصمة الإقليمية الهامة صعدة على الطريق السريع الاستراتيجي الذي يربط العاصمة صنعاء مع السعودية بعد 12 ساعة من القتال العنيف.

## العملية

### أغسطس - سبتمبر 2009
بعد أن وعدت الحكومة بفرض قبضة من حديد ضد المتمردين شنت القوات اليمنية تدعمها الدبابات وطائرات مقاتلة هجوما كبيرا على معاقل المتمردين في 11 أغسطس 2009. استهدف القوات الجوية، المدفعية، والصواريخ مالاحيض، محاضر، الخفجي، حسمة بما في ذلك مقر زعيم المتمردين عبد الملك الحوثي. بعد يومين من القصف وضعت الحكومة اليمنية شروط وقف إطلاق النار مع المتمردين والتي تضمنت مطالب للحصول على معلومات عن مصير الأوروبيين الستة الذين اختفوا في يونيو. رفض المتمردون هذه الشروط واستمر القتال. بعد ثلاثة أسابيع شهدت عاصمة المقاطعة صعدة قطع الهواتف الأرضية والمتنقلة بسبب قصف الحوثيين لبرج الاتصالات في محافظة عمران المجاورة. تحصن المتمردين في أحياء صعدة والحصون الجبلية القديمة في جميع أنحاء المدينة.
شهد أوائل شهر سبتمبر العديد من اتفاقات وقف إطلاق النار التي من شأنها أن تغير مسار الحرب. في غضون أسبوع كان القتال يزداد حيث زعم الحوثيين أنهم استولوا على مساحة كبيرة من الأراضي. الجيش اليمني دفع لتأمين الطريق الذي يربط صعدة إلى حرف سفيان وإطلاق تصريحات بأن الهدف هو إزالة الألغام والقنابل من على جانب الطريق للقوافل الإنسانية. في 17 سبتمبر شنت غارة جوية أسفرت عن مقتل أكثر من 80 شخصا في مخيم للنازحين في محافظة عمران. مجموعة كبيرة من اللاجئين اشعلت مواقع لتمرير الطيارين اليمنيين على البعثات في المنطقة. ثم مشطت قوات المدنيين مرارا وتكرارا. المتمردين والقوات الحكومية واصلت القتال أيضا حول صعدة في اليوم نفسه. ادعت البيانات الصحفية اليمنية ومسؤولون عسكريون ان عدة قادة حوثيين كانوا من بين القتلى.

### هجوم العيد
صدر وقف إطلاق النار آخر في يوم 19 سبتمبر في عطلة عيد الفطر الإسلامية. أعلنت الحكومة في التلفزيون الرسمي أن وقف إطلاق النار لن يدخل حيز التنفيذ لمدة ثلاثة أيام مع إمكانية أن يصبح وقف إطلاق النار دائم حسب شروط معينة. الحوثيين قالوا أنهم سيلتزمون بوقف إطلاق النار مع في تبادل للسجناء المحتجزين قبل أربع سنوات حسب زعمهم.
ومع ذلك كلا الجانبين ادعى أن أيا من الجانبين وضع السلاح. أكد الحوثيون أن الحكومة استمرت في الهجمات الجوية والصاروخية في حين زعمت الحكومة أن الحوثيين شنوا هجمات في محافظتي عمران وصعدة. تقرير هيومن رايتس ووتش لاحظ كيف هاجم الحوثيون قرية مدقة في 16 سبتمبر مما أدى إلى قيام الحكومة بالقصف.
حشد المتمردين قواتهم وهاجموا صعدة في اليوم التالي من ثلاثة اتجاهات في غارة وقعت قبل الفجر. مئات من المقاتلين يستخدمون ما لا يقل عن 70 مركبة لمهاجمة نقاط التفتيش في المدينة من أجل اقتحام القصر الجمهوري. بعد أربع ساعات من القتال تم صد الهجوم مرة واحدة بدعم جوي وزعمت الحكومة اليمنية أنها قتلت 153 متمردا وألقت القبض على 70 في الوقت الذي تدعي أنها فقدت جنديين و 20 جريحا.

### أكتوبر 2009
استمر القتال في أكتوبر وزعم المتمردين الحوثيين أنهم سيطروا على بلدة منبه أحد خمسة عشر منطقة في محافظة صعدة. وقال بيان صادر عن الحوثيين : (لدينا الآن سيطرة كاملة على المركبات الحكومية في منطقة منبه الإدارية بعد غارات على المباني في وقت مبكر يوم الخميس).
في 2 أكتوبر أعلن الحوثيون أنهم أسقطوا بنجاح الطائرة المقاتلة ميج 21 التابعة لسلاح الجو في حي الشعف. نفى مسؤول بارز في الجيش اليمني الإعلان وقال أن الطائرة سقطت في منطقة جبلية بسبب عطل فني. تناقض وسائل الاعلام الرسمية عندما قال قائد عسكري يمني آخر لوكالة الأنباء الفرنسية أن الطائرة كانت تحلق على مستوى منخفض عندما سقطت. فقط بعد ثلاثة أيام تحطمت طائرة سوخوي اليمنية شمال شرق صعدة في حي العناد وادعى المتمردون أنهم أسقطوها بينما عزت الحكومة تحطم الطائرة لمشاكل فنية. تقارير أخرى من قبل مصادر يمنية تدعي أن سقوط هذه الطائرات يعود إلى عملاء حزب الله المسلحين عن طريق الصواريخ التي تطلق من على الكتف. لاحظت كل من قناة العربية السعودية وصحيفة السياسة الكويتية أن مجموعة من مقاتلي حزب الله من لبنان إما قتلوا أو أسروا من قبل القوات اليمنية .
ذكرت وكالة الأنباء اليمنية الرسمية أن القتال زاد في صعدة في 9 أكتوبر مع الحوثيين بشن هجمات انتحارية وكسب بعض الأراضي قبل أن تستعيدها القوات الحكومية مما أسفر عن مقتل 100 وجرح أكثر من 280. عشرات الضحايا سقطوا في القتال على مدى الأيام التالية. بحلول الأسبوع العاشر سيطر المتمردين على قاعدة عسكرية قرب الحدود السعودية في منطقة رازح بمحافظة صعدة. استولى المقاتلون أيضا على مركز عسكري، مبنى حكومي، وحتى مطار رازح.
شهد شهر أكتوبر أيضا انضمام القوات الصومالية للقتال إلى جانب الحوثيين. وصل نحو 200 مجند صومالي على القوارب عبر البحر الأحمر وارسلوا بشكل رئيسي للقيام بالعمليات الانتحارية ضد الأهداف الحكومية والعسكرية في مدينة صعدة. ادعت اليمن في وقت لاحق انها اعتقلت 28 مقاتل صومالي. أشارت مصادر أخرى إلى أنه تم استخدام المقاتلين الصوماليين للاستفادة من خبرتهم في الأساليب الهندسية في المقام الأول عن طريق حفر الخنادق لإخفاء الذخيرة وعمل الكمائن في الجبال. بحلول ديسمبر ادعى دبلوماسي صومالي أن العديد من اللاجئين الصوماليين عانوا من الاختطاف من قبل الحوثيين الذين فروا إلى السعودية. أما بالنسبة إلى أولئك الذين رفضوا الانصياع لأموارهم فقد قتلوا.

### التوغل السعودي
في أوائل نوفمبر ذكر المتمردون أن وحدات الجيش اليمني سمحت للسعودية في شن هجمات عبر الحدود انطلاقا من قاعدة في جبل دخان وهو ما نفته الحكومة اليمنية. امتد الصراع إلى السعودية المجاورة في 3 نوفمبر عندما نصبوا كمينا لدورية الحدود السعودية في هجوم عبر الحدود مما أسفر عن مقتل جندي واحد وإصابة أكثر من أحد عشر. وكالة الأنباء السعودية أضافت في وقت لاحق أن جنديا ثانيا توفي في وقت لاحق بسبب نفس الاشتباك.
في أعقاب كمين الحدود يوم 3 نوفمبر ردت السعودية عن طريق تحريك القوات إلى الحدود وضرب مواقع الحوثيين في 5 نوفمبر وذلك باستخدام طائرات F -15 وتورنادو . نفت السعودية ضرب أي أهداف داخل اليمن ولكنها ذكرت أن ستة مواقع يمنية تعرضت لهجمات صاروخية وواحدة منها شهدت سقوط 100 صاروخ خلال ساعة واحدة . ذكر سكان مدينة جيزان الساحلية أنهم سمعوا صوت طائرات مقاتلة جنبا إلى جنب مع مراقبة قوافل مدرعة تتجه نحو الحدود. وضع مستشفى مدينة الملك فهد أيضا في حالة تأهب لمعالجة الخسائر العسكرية. قال في وقت لاحق مستشار الحكومة السعودية أنهم لم يتخذوا أي قرار بعد بإرسال قوات عبر الحدود ولكن أوضح أن الرياض لم تعد مستعدة للتسامح مع المتمردين اليمنيين.
في 8 نوفمبر أكدت السعودية أنها دخلت الحرب مدعية بأن ترغب في استعادة السيطرة على جبل دخان من المتمردين وهذا من شأنه أن يجعل المنطقة الجبلية نقطة محورية في العديد من الاشتباكات بين السعودية وقوات الحوثيين في أنحاء كثيرة من نوفمبر. وزعم كل من الجانبين مرارا وتكرارا أنه سيطر على الجبال.
امتدت الحرب إلى ديسمبر استمرت الاشتباكات طوال شهر ديسمبر على طول الحدود. كما امتدت الاشتباكات إلى يناير حيث أصبحت سميرة مدني أول امرأة صحافية في تاريخ السعودية تقدم تقرير من ساحة المعركة قرب الحدود وقالت انها أيضا أجرت مقابلات مع عدد من الجنود والأمير محمد بن ناصر بن عبد العزيز الذي أطلعها على الوضع.

### محاولات التهدئة
أما اليمن فقد شنت الحكومة هجوما مباشرا على صعدة يوم 7 ديسمبر. هاجمت القوات معاقل المتمردين في المدينة في حين ان الحكومة تأمل بتحقيق الانتصار خلال 24 ساعة. استمر القتال حتى 11 ديسمبر مع قوات الحوثيين الذين ما زالوا صامدين في البيوت المحصنة للمدينة القديمة. انتهت المعركة من أجل المدينة بعد اعتقال نحو 200 مقاتل بعد أسبوع ونصف من القتال. ورد أن عبد الملك الحوثي أصيب بجروح أثناء القتال لكنه تمكن من الفرار إلى بر الأمان كما واصلت القوات اليمنية مواجهة المتمردين في جميع أنحاء المقاطعة.
قبل 1 يناير 2010 اقترحت اللجنة الأمنية العليا في اليمن وقف إطلاق النار وهو ما رفضه المتمردون.
ومع ذلك فإن الحوثيين عرضوا عقد هدنة خاصة يوم 25 يناير وانسحبت من المواقع التي كانت تحتلها في 46 منطقة من الأراضي السعودية. قال زعيم الحوثيين عبد الملك الحوثي أنهم سيتوقفون عن القتال لمنع سقوط المزيد من الضحايا المدنيين وكان الانسحاب بادرة للسلام. الجنرال العام السعودي سعيد الغامدي أكد أن الحوثيين قد توقفوا عن إطلاق النار نتيجة للهجوم السعودي تحديدا. أعلن الأمير خالد بن سلطان أن الحوثيين قد هُزموا، ولكن رغم ذلك لم يعلن إنهاء حملة القصف السعودي لتخريب الحوثيين لمنع أي توغل في المستقبل في المملكة.
في 30 يناير قبل المتمردين الحوثيين عرض الهدنة من الحكومة اليمنية.

### تواصل الاشتباكات
بعد الهدنة ادعى الحوثيون أن السعوديين استمروا في شن الهجمات الجوية والصاروخية. الحالة تدهورت في 31 يناير بعدما رفضت الحكومة اليمنية عرض الهدنة من قبل الحوثيين. تم رفض العرض الذي قدم من قبل عبد الملك الحوثي لأنه طالب بأن تنهي الحكومة عملياتها العسكرية أولا. واصلت اليمن الهجوم العسكري مما أسفر عن مقتل 12 من الحوثيين في هذه العملية.
شهدت بداية فبراير جولة جديدة من الهجمات التي شنتها القوات اليمنية على صعدة. أيضا عادت السعودية للمعركة بالغارات الجوية. في 5 فبراير حكمت محكمة يمنية على يحيى الحوثي شقيق زعيم الحوثيين عبد الملك الحوثي بالسجن لمدة 15 عاما. وقد حكم عليه غيابيا بسبب تورطه في تمرد صعدة.
في 6 فبراير جدد الحوثيون هجماتهم ضد الحكومة اليمنية مما أسفر عن مقتل 15 جندي يمني في كمين في منطقة وادي جبارة وقتل 8 جنود خلال معارك في شوارع مدينة صعدة في ذلك اليوم. القوات الجوية السعودية دمرت في ذلك اليوم أربعة مساكن للمدنيين وجرحت امرأتين. أطلق الجيش السعودي 174 صاروخ وقذائف مورتر على المناطق التي يسيطر عليها المتمردون وهي الظاهر، قمامات، غافرة، رماديات، وشدا.
اندلعت اشتباكات مرة أخرى في محافظة عمران والملاحيظ القريبة من الحدود. كان الحوثيون يحفرون الخنادق ويزرعون الألغام لمحاصرة أكثر من مائة جندي يمني. تمكنت القوات اليمنية من التحرر والتراجع لكنها خسرت عشرة جنود بسبب القناصة الحوثيين.
حدث في الجولة الأخيرة من مناوشات يوم 11 فبراير عن وفاة خمسة جنود وثلاثة عشر متمرد في محافظة عمران. استمر القتال في مدينة صعدة أيضا وقتل سبعة جنود وأحد عشر متمردا. صد الحوثيين محاولة تسلل الجيش في حي عقب مما أدى لمقتل عدد غير محدد من الجنود اليمنيين. في الوقت نفسه قام السعوديين بشن 13 غارة جوية على حرف سفيان، الجوعان، والمنطقة الجبلية تالان.

### داخل مدينة صعدة
أثناء القتال فر ما يقرب من 20 ألف لاجئ إلى عاصمة المقاطعة. الزيادة في عدد السكان اضطر السكان المحليين لمشاركة السكن مع اللاجئين جنبا إلى جنب مع الغذاء والماء مع استمرار المعارك في الشوارع والكسر المستمر لوقف إطلاق النار الذي يشكل العديد من المشاكل للمدنيين جنبا إلى جنب مع الأيام الحارة والليالي الممطرة. كانت شبكات الهاتف المحمول مقطوعة خلال بداية الحرب مما يجعل من المستحيل تقريبا التواصل مع العالم الخارجي. اضطر موظفو الأمم المتحدة للانسحاب ولكن بقي عدد قليل وغالبا ما يجدون أنفسهم متمركزون في المنازل.
تركزت عمليات الحكومة في المقام الأول في الأجزاء الشمالية من المدينة القديمة بما في ذلك الأحياء السكنية من للاندحار، الشعب، الجربا، التوت، وباب نجران. باب نجران على وجه الخصوص باعتبارها معقل المتمردين الرئيسي عانت من قصف متكرر من الدبابات والمدفعية. زعمت مصادر حوثية أن القوات الحكومية استخدمت الجرافات لتسوية المنازل بالأرض ومواقع أخرى للمتمردين خلال العمليات.
رسالة من موظف لصالح منظمة الإغاثة الإسلامية يصف فيها وصفا تفصيليا ما يحدث على الأرض. أصبحت المدارس مراكز تجميع اللاجئين وارتفعت الأسعار نتيجة لإغلاق المحلات التجارية والشركات. مدافع الهاون، المسلحين، وفرض حظر التجول من قبل الحكومة أعاق جهود السفر بحرية لموظفي إغاثة اللاجئين. المستشفى القديم الوحيد الموجود في المدينة قصف وأصبحت جماعات الإغاثة في صعدة الوسيلة الوحيدة للجماهير للحصول على كميات محدودة من الغذاء والماء والمأوى.

### هدنة
في 12 فبراير قبل الحوثيين اقتراح الحكومة بوقف إطلاق النار.
أعلن جنرال يمني أن الحوثيين انتهكوا وقف إطلاق النار في 12 فبراير مدعيا أن أربعة جنود قتلوا في مقاطعتين في حين اضاف أنه جرت محاولة لاغتياله. نفى الحوثيون المسؤولية عن هذا الهجوم. ما تبقى من شهر فبراير لم يشهد أي قتال. وبحلول 25 أشارت تقارير إلى أن الحوثيين تحت شرط الإبقاء على لثام الوجه وعدم الملاحقة من قبل قوات الأمن غادروا مواقعهم في شمال مدينة صعدة. مهندسين يمنيين فتشوا في ما بعد المنازل للتأكد من خلوها من الألغام والشراك. سمح لفريق الأمم المتحدة بما في ذلك ممثل المفوضية العليا للاجئين أخيرا بدخول مدينة صعدة ومخيمات اللاجئين المحيطة بها في أبريل 2010.

## الخسائر

### عدد الضحايا
تحديد دقيق للخسائر غير معروف من أي من الجانبين الذين لم يفرجوا عن أي أرقام للضحايا. ومع ذلك ادعت تقارير اخبارية اعتبارا من 6 فبراير 2010 أن الحكومة اليمنية شهدت سقوط 126 ضحية على الأقل بينهم 19 من المقاتلين القبليين، 2 جنرالات، رئيس الأمن الإقليمي لصعدة، و 3 حراس أمن. ادعت الحكومة اليمنية أيضا مقتل 600 من مقاتلي الحوثي في أول شهرين من الهجوم على الرغم من أن هذا لا يمكن التحقق منه.
أصدر السعوديين أرقام الضحايا الأولى في أواخر ديسمبر 2009 مؤكدين ان 73 جنديا قتلوا، 470 أصيبوا، و26 في عداد المفقودين وقالوا انهم يعتقدون أنه لا يقل عن 12 من هؤلاء 26 في عداد الأموات. في 23 يناير 2010 أصدرت الحكومة السعودية أرقام جديدة تؤكد ان 133 جندي قتل و6 لا يزالون في عداد المفقودين.

### أزمة اللاجئين
مع بداية تجدد الصراع تم إنشاء معسكرات على طول المنطقة الحدودية بين اليمن والسعودية. مخيمات ومستوطنات أخرى أقيمت في جميع أنحاء محافظات حجة، عمران، والجوف. حاولت وكالات المعونة تنظيم الطرق من خلال السعودية خصوصا أن الطرق في البلاد كانت خارج الحدود. اللجنة الدولية للصليب الأحمر وجمعية الهلال الأحمر اليمني رعت ثلاثة مخيمات للمشردين داخليا في ضواحي وداخل المدينة. المخيم الرابع تم تفكيكه ونقل اللاجئين بعد أن وقعوا في مرمى النيران المتبادلة. قبل الحرب ما يقدر ب 120 ألف شخص كانوا قد نزحوا بالفعل نتيجة للحروب.
أصبحت قرية مخيم الزرق الشمالية الغربية تضم الجمع الرئيسي لشؤون اللاجئين مع ثلاثة مخيمات أنشئت من أجل 23 ألف مشرد وأكثر من 70 ألف خارج المخيم. لعبت اليونيسف دورا رئيسيا في خلق بيئات التعليم للأطفال وتوظيف المعلمين. كان هذا المخيم الوحيد الذي تم فتحه لموظفي الأمم المتحدة أثناء الحرب.

## التوترات الدولية
اتخذ الصراع بعدا دوليا في اواخر أكتوبر من عام 2009 مع اشتباكات بين الحوثيين وقوات الأمن السعودية بالقرب من الحدود. منذ بداية العملية اتهم الحوثيون السعودية بدعم الحكومة اليمنية وإجراء غارات للقصف داخل اليمن . وقبل ذلك عقد الرئيس اليمني علي عبد الله صالح محادثات في مدينة أغادير المغربية مع ولي العهد السعودي الأمير سلطان بن عبد العزيز آل سعود والملك عبد الله الثاني ملك الأردن. السعودية، الأردن، والمغرب لعبت أدوار في وقت لاحق في الحرب ضد الحوثيين. لوحظ أن المغرب التي كانت قد قطعت علاقاتها مع إيران في مارس من ذلك العام زعمت أن طهران دعمت الحوثيين وقررت المساعدة بارسال قوات في وقت لاحق.
للتغلب على هذه الفترة ادعى مسؤولون يمنيون أنهم استولوا على قارب في البحر الأحمر كان ينقل قذائف مضادة للدبابات. خمسة مدربين إيرانيين تم القبض عليهم أيضا. ردت مصادر إيرانية رسمية مختلف ووصفت الخبر بأنه تلفيق لدوافع سياسية ومشيرا إلى أن السفينة كانت متجهة للأنشطة التجارية ولا تحمل أي شحنة أسلحة. في صنعاء أغلقت الحكومة مستشفى برعاية إيرانية للاشتباه في بعض الموظفين والذي شمل ثمانية إيرانيين بتقديم مساعدات للمتمردين. ادعى مسؤولون حكوميون أن المستشفى أغلق بسبب التأخير في دفع الإيجار ولكن قوات الأمن أحاطت بالمستشفى ومنعت المرضى من تلقي العلاج. مع اقتراب موسم الحج خلال شهر نوفمبر أشار الرئيس الإيراني محمود أحمدي نجاد أن التدابير المناسبة سيتم اتخاذها في حالة واجه الحجاج الإيرانيين قيود.
في 13 نوفمبر نددت جمعية مدرسي الحوزة العلمية بقم الهجمات اليمنية والسعودية ضد الحوثيين. بعد يومين اتهم رئيس البرلمان الإيراني علي لاريجاني الولايات المتحدة بالتعاون مع الحملة السعودية. بعد بضعة أيام أعلنت إيران عن خطط لإرسال سفن حربية إلى خليج عدن كوسيلة لحماية الطرق ضد القراصنة الصوماليين. تزامنت هذه الخطوة مع الحصار البحري السعودي في البحر الأحمر لوقف شحنات الاسلحة المزعومة من طهران وإريتريا إلى الحوثيين. ثلاث سفن حربية سعودية مع أفراد من القوات البحرية من قاعدة ينبع البحرية قاموا بدوريات في المياه الواقعة قبالة سواحل شمال اليمن.

## الجنود الأطفال
هناك مزاعم بأن كلا من الحكومة اليمنية والمتمردين الحوثيين استغلوا واستخدوا الأطفال كجنود خلال الحرب. لاحظت هيومن رايتس ووتش صعوبة في نقل العدد الدقيق للجنود الأطفال من جانب الحوثيين. ومع ذلك كان هناك قدرا كبيرا من الأدلة على أن الحكومة نفسها استخدمت جنود أطفال في صفوف القوات المسلحة نتيجة لافتقار البلاد لإصدار شهادات الميلاد. على الرغم من القيود المفروضة من قبل الحكومة اليمنية ذكرت صحيفة تايمز أن صبي يبلغ من العمر أربعة عشر عاما قاتل ضمن ميليشيا قبلية ترعاها الحكومة.
أشارت منظمة سياج لحماية الأطفال المعنية بحقوق الإنسان ومقرها في العاصمة صنعاء أن الحوثيين كانوا مسؤولين بشكل رئيسي مشيرا إلى أن خمسين في المئة من المتمردين كانوا تحت سن الثامنة عشرة ويقدر أن ما يتراوح ما بين 400 و500 طفل يقتلون كل عام في اليمن نتيجة الصراع القبلي. المنظمة نفسها في نهاية المطاف أصدرت تقرير ادعت أنها استخدمت 700 طفل كجنود من قبل الحوثيين والميليشيات الموالية للحكومة خلال الحرب. خلص التقرير إلى أن 187 طفلا قتلوا خلال النزاع مما يشكل ما نسبته 71٪.
تم دعم هذه المزاعم من خلال سرد قصة أكرم وهو طفل في التاسعة من عمره الذي خدع من قبل ابن عم له لنقل قنبلة على هدف غير محدد في البلدة القديمة في صعدة. اعتقل أكرم المربوط بسلك مع المادة المتفجرة من قبل الشرطة واقتيد إلى مكان آمن في صنعاء جنبا إلى جنب مع والده. بعد يوم واحد من سرده لقصة تجنيده عبر مؤتمر صحفي فقد تم تفجير منزل أكرم في مدينة صعدة. عانى شقيقه الأصغر من إصابات كانتقام.